# Опенінг
Опенінг (від англ. opening, скорочено OP) — англіцизм, що означає вступну пісню під час початкових титрів аніме.
Його, як правило, показують після короткої зав'язки серіалу, або після короткого змісту попередніх серій, він являє собою анімацію, що зображає головних героїв аніме.
Відповідно, ендінг (від англ. ending, скорочено ED) означає пісню кінцевих титрів.
Концепція титрів, очевидно, не є унікальною для японського жанру аніме, проте вони мають свої власні коди. Стилістично більша частина заставок — це анімаційні кліпи на пісні, написані спеціально для аніме, подальший продаж яких окремими дисками дає авторам істотний дохід.
Триває опенінг від 1 до 2 хвилин, в більшості випадків це скорочена версія повної пісні. Протягом ролика демонструються титри — імена творців аніме, композитора, автора першоджерела (якщо серіал знято за манґою або ранобе), імена акторів, що озвучують (сейю), та інша інформація, пов'язана з виробництвом або сюжетом аніме. Може бути як компіляція кадрів з аніме, так і кадри, зроблені спеціально для опенінгу і які ніколи не матимуть місця в самому аніме.
Іноді вступний ролик також містить субтитри з текстом пісні, іноді у форматі караоке, пропонуючи таким чином глядачеві співати.
У випадку аніме-серіалів іноді заставка з опенінгом не показується в першій серії аніме.